# 1726
Portal Geschichte | Portal Biografien | Aktuelle Ereignisse | Jahreskalender | Tagesartikel

◄ |
17. Jahrhundert |
18. Jahrhundert
| 19. Jahrhundert | ►

◄ |
1690er |
1700er |
1710er |
1720er
| 1730er | 1740er | 1750er | ►

◄◄ |
◄ |
1722 |
1723 |
1724 |
1725 |
1726
| 1727 | 1728 | 1729 | 1730 | ► | ►►
Staatsoberhäupter  · Nekrolog   · Musikjahr
| Januar | Januar | Januar | Januar | Januar | Januar | Januar | Januar |
| Kw     | Mo     | Di     | Mi     | Do     | Fr     | Sa     | So     |
| 1      |        | 1      | 2      | 3      | 4      | 5      | 6      |
| 2      | 7      | 8      | 9      | 10     | 11     | 12     | 13     |
| 3      | 14     | 15     | 16     | 17     | 18     | 19     | 20     |
| 4      | 21     | 22     | 23     | 24     | 25     | 26     | 27     |
| 5      | 28     | 29     | 30     | 31     |        |        |        |
| ------ | ------ | ------ | ------ | ------ | ------ | ------ | ------ |

| Februar | Februar | Februar | Februar | Februar | Februar | Februar | Februar |
| Kw      | Mo      | Di      | Mi      | Do      | Fr      | Sa      | So      |
| 5       |         |         |         |         | 1       | 2       | 3       |
| 6       | 4       | 5       | 6       | 7       | 8       | 9       | 10      |
| 7       | 11      | 12      | 13      | 14      | 15      | 16      | 17      |
| 8       | 18      | 19      | 20      | 21      | 22      | 23      | 24      |
| 9       | 25      | 26      | 27      | 28      |         |         |         |
| ------- | ------- | ------- | ------- | ------- | ------- | ------- | ------- |

| März | März | März | März | März | März | März | März |
| Kw   | Mo   | Di   | Mi   | Do   | Fr   | Sa   | So   |
| 9    |      |      |      |      | 1    | 2    | 3    |
| 10   | 4    | 5    | 6    | 7    | 8    | 9    | 10   |
| 11   | 11   | 12   | 13   | 14   | 15   | 16   | 17   |
| 12   | 18   | 19   | 20   | 21   | 22   | 23   | 24   |
| 13   | 25   | 26   | 27   | 28   | 29   | 30   | 31   |
| ---- | ---- | ---- | ---- | ---- | ---- | ---- | ---- |

| April | April | April | April | April | April | April | April |
| Kw    | Mo    | Di    | Mi    | Do    | Fr    | Sa    | So    |
| 14    | 1     | 2     | 3     | 4     | 5     | 6     | 7     |
| 15    | 8     | 9     | 10    | 11    | 12    | 13    | 14    |
| 16    | 15    | 16    | 17    | 18    | 19    | 20    | 21    |
| 17    | 22    | 23    | 24    | 25    | 26    | 27    | 28    |
| 18    | 29    | 30    |       |       |       |       |       |
| ----- | ----- | ----- | ----- | ----- | ----- | ----- | ----- |

| Mai | Mai | Mai | Mai | Mai | Mai | Mai | Mai |
| Kw  | Mo  | Di  | Mi  | Do  | Fr  | Sa  | So  |
| 18  |     |     | 1   | 2   | 3   | 4   | 5   |
| 19  | 6   | 7   | 8   | 9   | 10  | 11  | 12  |
| 20  | 13  | 14  | 15  | 16  | 17  | 18  | 19  |
| 21  | 20  | 21  | 22  | 23  | 24  | 25  | 26  |
| 22  | 27  | 28  | 29  | 30  | 31  |     |     |
| --- | --- | --- | --- | --- | --- | --- | --- |

| Juni | Juni | Juni | Juni | Juni | Juni | Juni | Juni |
| Kw   | Mo   | Di   | Mi   | Do   | Fr   | Sa   | So   |
| 22   |      |      |      |      |      | 1    | 2    |
| 23   | 3    | 4    | 5    | 6    | 7    | 8    | 9    |
| 24   | 10   | 11   | 12   | 13   | 14   | 15   | 16   |
| 25   | 17   | 18   | 19   | 20   | 21   | 22   | 23   |
| 26   | 24   | 25   | 26   | 27   | 28   | 29   | 30   |
| ---- | ---- | ---- | ---- | ---- | ---- | ---- | ---- |

| Juli | Juli | Juli | Juli | Juli | Juli | Juli | Juli |
| Kw   | Mo   | Di   | Mi   | Do   | Fr   | Sa   | So   |
| 27   | 1    | 2    | 3    | 4    | 5    | 6    | 7    |
| 28   | 8    | 9    | 10   | 11   | 12   | 13   | 14   |
| 29   | 15   | 16   | 17   | 18   | 19   | 20   | 21   |
| 30   | 22   | 23   | 24   | 25   | 26   | 27   | 28   |
| 31   | 29   | 30   | 31   |      |      |      |      |
| ---- | ---- | ---- | ---- | ---- | ---- | ---- | ---- |

| August | August | August | August | August | August | August | August |
| Kw     | Mo     | Di     | Mi     | Do     | Fr     | Sa     | So     |
| 31     |        |        |        | 1      | 2      | 3      | 4      |
| 32     | 5      | 6      | 7      | 8      | 9      | 10     | 11     |
| 33     | 12     | 13     | 14     | 15     | 16     | 17     | 18     |
| 34     | 19     | 20     | 21     | 22     | 23     | 24     | 25     |
| 35     | 26     | 27     | 28     | 29     | 30     | 31     |        |
| ------ | ------ | ------ | ------ | ------ | ------ | ------ | ------ |

| September | September | September | September | September | September | September | September |
| Kw        | Mo        | Di        | Mi        | Do        | Fr        | Sa        | So        |
| 35        |           |           |           |           |           |           | 1         |
| 36        | 2         | 3         | 4         | 5         | 6         | 7         | 8         |
| 37        | 9         | 10        | 11        | 12        | 13        | 14        | 15        |
| 38        | 16        | 17        | 18        | 19        | 20        | 21        | 22        |
| 39        | 23        | 24        | 25        | 26        | 27        | 28        | 29        |
| 40        | 30        |           |           |           |           |           |           |
| --------- | --------- | --------- | --------- | --------- | --------- | --------- | --------- |

| Oktober | Oktober | Oktober | Oktober | Oktober | Oktober | Oktober | Oktober |
| Kw      | Mo      | Di      | Mi      | Do      | Fr      | Sa      | So      |
| 40      |         | 1       | 2       | 3       | 4       | 5       | 6       |
| 41      | 7       | 8       | 9       | 10      | 11      | 12      | 13      |
| 42      | 14      | 15      | 16      | 17      | 18      | 19      | 20      |
| 43      | 21      | 22      | 23      | 24      | 25      | 26      | 27      |
| 44      | 28      | 29      | 30      | 31      |         |         |         |
| ------- | ------- | ------- | ------- | ------- | ------- | ------- | ------- |

| November | November | November | November | November | November | November | November |
| Kw       | Mo       | Di       | Mi       | Do       | Fr       | Sa       | So       |
| 44       |          |          |          |          | 1        | 2        | 3        |
| 45       | 4        | 5        | 6        | 7        | 8        | 9        | 10       |
| 46       | 11       | 12       | 13       | 14       | 15       | 16       | 17       |
| 47       | 18       | 19       | 20       | 21       | 22       | 23       | 24       |
| 48       | 25       | 26       | 27       | 28       | 29       | 30       |          |
| -------- | -------- | -------- | -------- | -------- | -------- | -------- | -------- |

| Dezember | Dezember | Dezember | Dezember | Dezember | Dezember | Dezember | Dezember |
| Kw       | Mo       | Di       | Mi       | Do       | Fr       | Sa       | So       |
| 48       |          |          |          |          |          |          | 1        |
| 49       | 2        | 3        | 4        | 5        | 6        | 7        | 8        |
| 50       | 9        | 10       | 11       | 12       | 13       | 14       | 15       |
| 51       | 16       | 17       | 18       | 19       | 20       | 21       | 22       |
| 52       | 23       | 24       | 25       | 26       | 27       | 28       | 29       |
| 1        | 30       | 31       |          |          |          |          |          |
| -------- | -------- | -------- | -------- | -------- | -------- | -------- | -------- |

| Januar | Januar | Januar | Januar | Januar | Januar | Januar | Januar |
| Kw     | Mo     | Di     | Mi     | Do     | Fr     | Sa     | So     |
| 1      |        | 1      | 2      | 3      | 4      | 5      | 6      |
| 2      | 7      | 8      | 9      | 10     | 11     | 12     | 13     |
| 3      | 14     | 15     | 16     | 17     | 18     | 19     | 20     |
| 4      | 21     | 22     | 23     | 24     | 25     | 26     | 27     |
| 5      | 28     | 29     | 30     | 31     |        |        |        |
| ------ | ------ | ------ | ------ | ------ | ------ | ------ | ------ |

| Februar | Februar | Februar | Februar | Februar | Februar | Februar | Februar |
| Kw      | Mo      | Di      | Mi      | Do      | Fr      | Sa      | So      |
| 5       |         |         |         |         | 1       | 2       | 3       |
| 6       | 4       | 5       | 6       | 7       | 8       | 9       | 10      |
| 7       | 11      | 12      | 13      | 14      | 15      | 16      | 17      |
| 8       | 18      | 19      | 20      | 21      | 22      | 23      | 24      |
| 9       | 25      | 26      | 27      | 28      |         |         |         |
| ------- | ------- | ------- | ------- | ------- | ------- | ------- | ------- |

| März | März | März | März | März | März | März | März |
| Kw   | Mo   | Di   | Mi   | Do   | Fr   | Sa   | So   |
| 9    |      |      |      |      | 1    | 2    | 3    |
| 10   | 4    | 5    | 6    | 7    | 8    | 9    | 10   |
| 11   | 11   | 12   | 13   | 14   | 15   | 16   | 17   |
| 12   | 18   | 19   | 20   | 21   | 22   | 23   | 24   |
| 13   | 25   | 26   | 27   | 28   | 29   | 30   | 31   |
| ---- | ---- | ---- | ---- | ---- | ---- | ---- | ---- |

| April | April | April | April | April | April | April | April |
| Kw    | Mo    | Di    | Mi    | Do    | Fr    | Sa    | So    |
| 14    | 1     | 2     | 3     | 4     | 5     | 6     | 7     |
| 15    | 8     | 9     | 10    | 11    | 12    | 13    | 14    |
| 16    | 15    | 16    | 17    | 18    | 19    | 20    | 21    |
| 17    | 22    | 23    | 24    | 25    | 26    | 27    | 28    |
| 18    | 29    | 30    |       |       |       |       |       |
| ----- | ----- | ----- | ----- | ----- | ----- | ----- | ----- |

| Mai | Mai | Mai | Mai | Mai | Mai | Mai | Mai |
| Kw  | Mo  | Di  | Mi  | Do  | Fr  | Sa  | So  |
| 18  |     |     | 1   | 2   | 3   | 4   | 5   |
| 19  | 6   | 7   | 8   | 9   | 10  | 11  | 12  |
| 20  | 13  | 14  | 15  | 16  | 17  | 18  | 19  |
| 21  | 20  | 21  | 22  | 23  | 24  | 25  | 26  |
| 22  | 27  | 28  | 29  | 30  | 31  |     |     |
| --- | --- | --- | --- | --- | --- | --- | --- |

| Juni | Juni | Juni | Juni | Juni | Juni | Juni | Juni |
| Kw   | Mo   | Di   | Mi   | Do   | Fr   | Sa   | So   |
| 22   |      |      |      |      |      | 1    | 2    |
| 23   | 3    | 4    | 5    | 6    | 7    | 8    | 9    |
| 24   | 10   | 11   | 12   | 13   | 14   | 15   | 16   |
| 25   | 17   | 18   | 19   | 20   | 21   | 22   | 23   |
| 26   | 24   | 25   | 26   | 27   | 28   | 29   | 30   |
| ---- | ---- | ---- | ---- | ---- | ---- | ---- | ---- |

| Juli | Juli | Juli | Juli | Juli | Juli | Juli | Juli |
| Kw   | Mo   | Di   | Mi   | Do   | Fr   | Sa   | So   |
| 27   | 1    | 2    | 3    | 4    | 5    | 6    | 7    |
| 28   | 8    | 9    | 10   | 11   | 12   | 13   | 14   |
| 29   | 15   | 16   | 17   | 18   | 19   | 20   | 21   |
| 30   | 22   | 23   | 24   | 25   | 26   | 27   | 28   |
| 31   | 29   | 30   | 31   |      |      |      |      |
| ---- | ---- | ---- | ---- | ---- | ---- | ---- | ---- |

| August | August | August | August | August | August | August | August |
| Kw     | Mo     | Di     | Mi     | Do     | Fr     | Sa     | So     |
| 31     |        |        |        | 1      | 2      | 3      | 4      |
| 32     | 5      | 6      | 7      | 8      | 9      | 10     | 11     |
| 33     | 12     | 13     | 14     | 15     | 16     | 17     | 18     |
| 34     | 19     | 20     | 21     | 22     | 23     | 24     | 25     |
| 35     | 26     | 27     | 28     | 29     | 30     | 31     |        |
| ------ | ------ | ------ | ------ | ------ | ------ | ------ | ------ |

| September | September | September | September | September | September | September | September |
| Kw        | Mo        | Di        | Mi        | Do        | Fr        | Sa        | So        |
| 35        |           |           |           |           |           |           | 1         |
| 36        | 2         | 3         | 4         | 5         | 6         | 7         | 8         |
| 37        | 9         | 10        | 11        | 12        | 13        | 14        | 15        |
| 38        | 16        | 17        | 18        | 19        | 20        | 21        | 22        |
| 39        | 23        | 24        | 25        | 26        | 27        | 28        | 29        |
| 40        | 30        |           |           |           |           |           |           |
| --------- | --------- | --------- | --------- | --------- | --------- | --------- | --------- |

| Oktober | Oktober | Oktober | Oktober | Oktober | Oktober | Oktober | Oktober |
| Kw      | Mo      | Di      | Mi      | Do      | Fr      | Sa      | So      |
| 40      |         | 1       | 2       | 3       | 4       | 5       | 6       |
| 41      | 7       | 8       | 9       | 10      | 11      | 12      | 13      |
| 42      | 14      | 15      | 16      | 17      | 18      | 19      | 20      |
| 43      | 21      | 22      | 23      | 24      | 25      | 26      | 27      |
| 44      | 28      | 29      | 30      | 31      |         |         |         |
| ------- | ------- | ------- | ------- | ------- | ------- | ------- | ------- |

| November | November | November | November | November | November | November | November |
| Kw       | Mo       | Di       | Mi       | Do       | Fr       | Sa       | So       |
| 44       |          |          |          |          | 1        | 2        | 3        |
| 45       | 4        | 5        | 6        | 7        | 8        | 9        | 10       |
| 46       | 11       | 12       | 13       | 14       | 15       | 16       | 17       |
| 47       | 18       | 19       | 20       | 21       | 22       | 23       | 24       |
| 48       | 25       | 26       | 27       | 28       | 29       | 30       |          |
| -------- | -------- | -------- | -------- | -------- | -------- | -------- | -------- |

| Dezember | Dezember | Dezember | Dezember | Dezember | Dezember | Dezember | Dezember |
| Kw       | Mo       | Di       | Mi       | Do       | Fr       | Sa       | So       |
| 48       |          |          |          |          |          |          | 1        |
| 49       | 2        | 3        | 4        | 5        | 6        | 7        | 8        |
| 50       | 9        | 10       | 11       | 12       | 13       | 14       | 15       |
| 51       | 16       | 17       | 18       | 19       | 20       | 21       | 22       |
| 52       | 23       | 24       | 25       | 26       | 27       | 28       | 29       |
| 1        | 30       | 31       |          |          |          |          |          |
| -------- | -------- | -------- | -------- | -------- | -------- | -------- | -------- |

## Ereignisse

### Politik und Weltgeschehen

#### Europäische Bündnispolitik

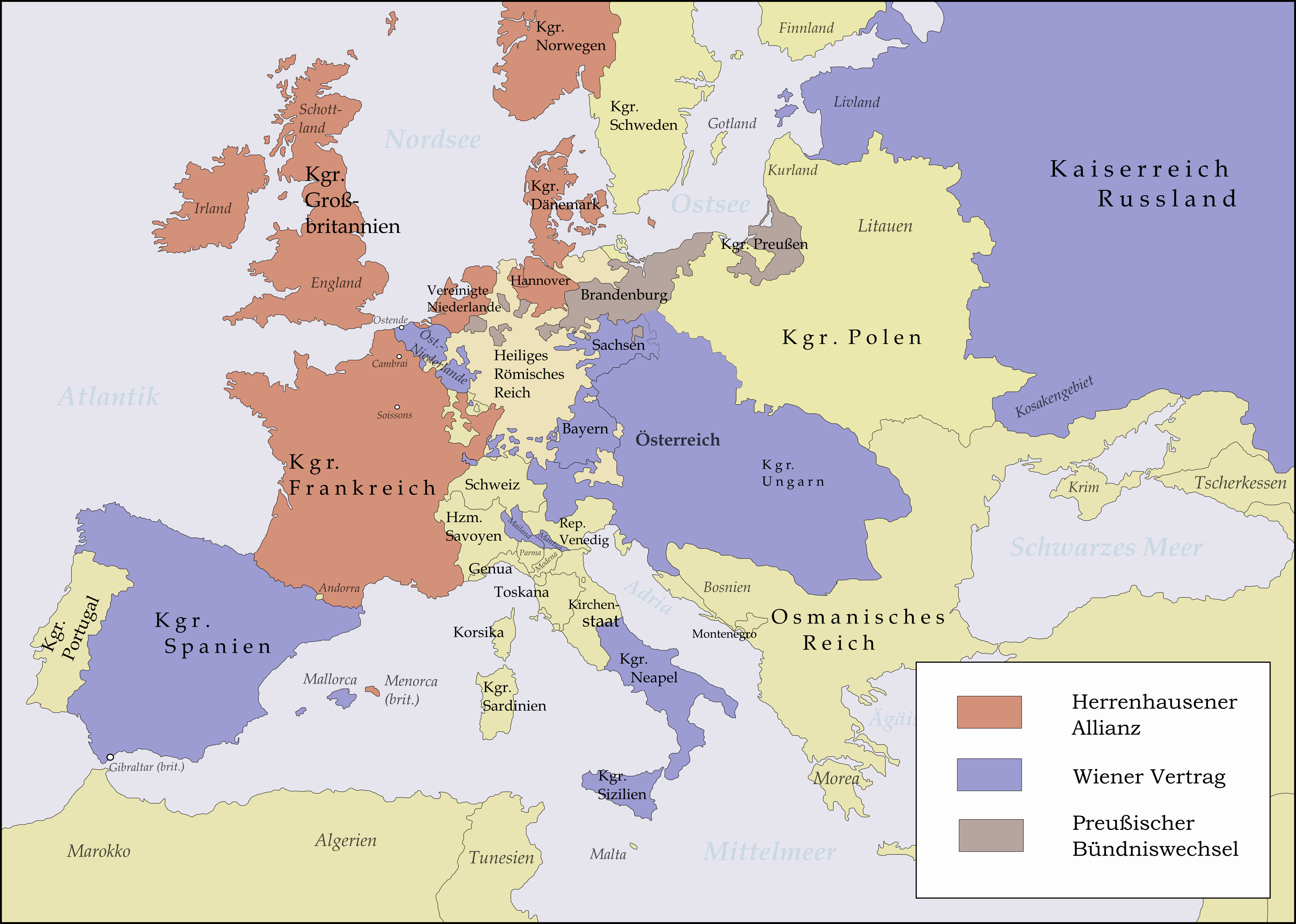
Karte der Bündnisse in Europa 1725/30

- 16. August: Katharina I. von Russland tritt dem bestehenden Wiener Vertrag, dem österreichisch-spanischen Bündnis vom 30. April 1725 bei. Sie erkennt die Pragmatische Sanktion an und gewinnt dafür die österreichische Garantie der 1721 erworbenen Besitzungen. Ein Geheimartikel des Vertrages sieht eine Türkenhilfe des Wiener Hofes für Russland vor. Das enge Zusammengehen Russlands mit den Habsburgern beeinflusst in der Folgezeit die europäische Mächtepolitik nachhaltig.
- 20. August: Ein preußisch-russischer Allianzvertrag wird in St. Petersburg unterzeichnet. Beide Parteien verpflichten sich in 16 Vertragsartikeln, einander im Angriffsfall Hilfstruppen in Höhe von 5000 Mann zu stellen. Zum ersten Mal enthält eine vertragliche Absprache zwischen beiden Mächten Bestimmungen über Polen-Litauen, die darauf abzielen, den politischen und auch territorialen Status quo zu zementieren. Die Bündnispartner verpflichten sich nicht nur, das Herzogtum Kurland in seinem bisherigen Status zu erhalten, sondern auch das Wahlkönigtum sowie den verfassungsmäßigen Status Polens zu bewahren und das Wahlkönigtum gegen jeden Versuch der dynastischen Verfestigung zu schützen. Die Allianz wird auf 18 Jahre festgelegt.

#### Großbritannien / Spanien

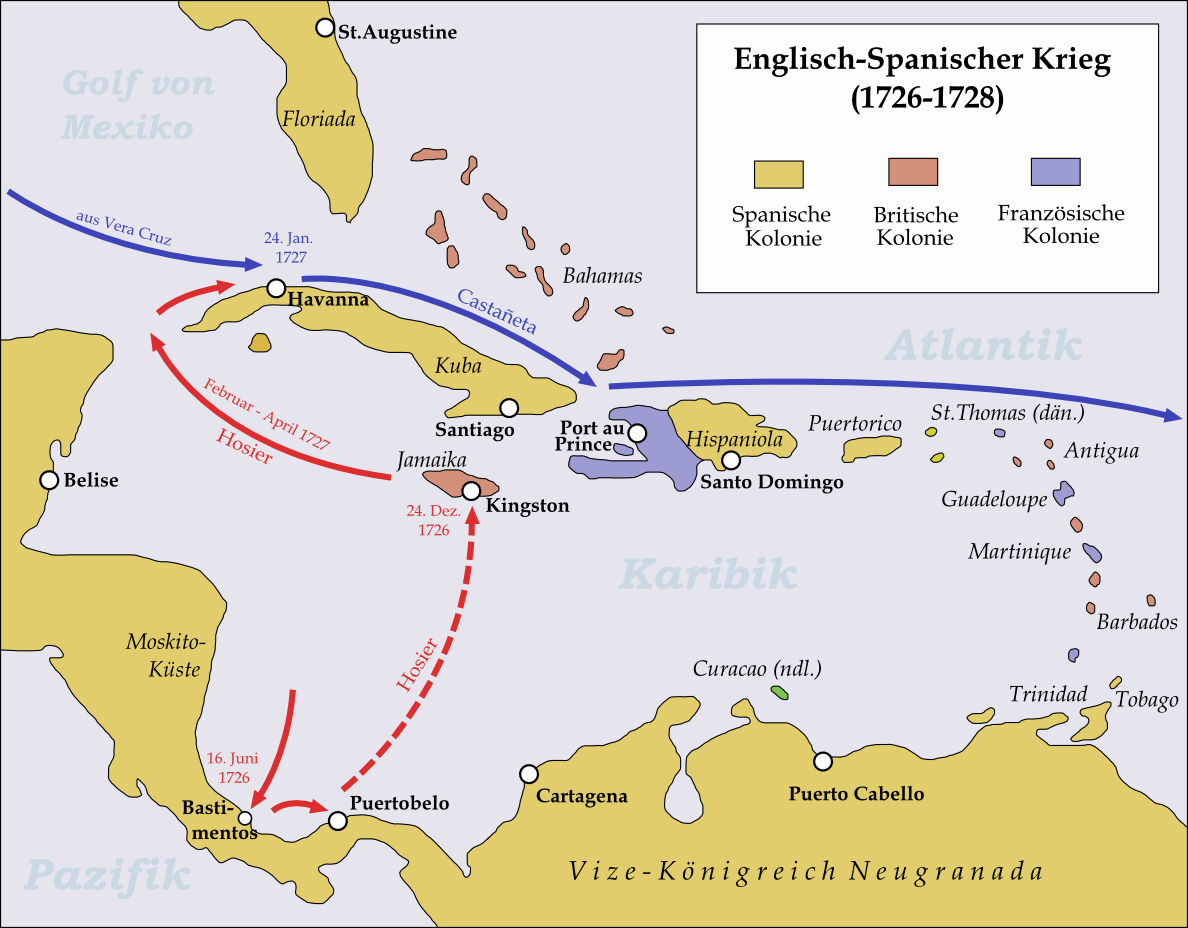
Die Operationen der englischen und spanischen Flotten in der Karibik 1726–1728

Der britische Premierminister Robert Walpole setzt die Royal Navy als außenpolitisches Druckmittel ein. Er verstärkt das britische Mittelmeergeschwader und entsendet ein Geschwader in die Ostsee, das von Mai bis September den Hafen Reval blockiert, um die russische Regierung einzuschüchtern und deren Flotte am Auslaufen zu hindern. Ein drittes Geschwader soll gleichzeitig den spanischen Handel in der Karibik stören und den Hafen von Portobelo blockieren. Davon erhofft sich Walpole einen doppelten Erfolg. Einmal soll verhindert werden, dass die spanische Silberflotte Europa erreicht und damit die Wiener Verbündeten in den Besitz zusätzlicher finanzieller Mittel kommen. Zum anderen soll auf diese Weise dem spanischen König Philipp V. demonstriert werden, wie abhängig er und sein Kolonialreich vom britischen Wohlwollen sind.
Im Sommer kommt es in der Karibik zu Kampfhandlungen zwischen England und Spanien. In der Ansicht, durch das Wiener Bündnis abgesichert zu sein, entschließen sich Philipp V. und seine Frau Elisabetta Farnese gegen den Rat ihres neuen leitenden Ministers José de Patiño y Morales zu einem offenen Konfrontationskurs gegenüber Großbritannien, als die ersten Nachrichten von britischen Aktionen aus der Karibik eintreffen. Im Dezember werden alle britischen Handelsprivilegien einseitig aufgekündigt. Anfang 1727 beginnt der Englisch-Spanische Krieg.

#### Frankreich
- 11. Juli: König Ludwig XV. von Frankreich entlässt seinen leitenden Minister Louis IV. Henri de Bourbon, prince de Condé, und verbannt ihn mittels lettre de cachet mit seiner Mätresse Madame de Prie auf seine Güter. Sein Nachfolger wird André-Hercule de Fleury. Dessen Autorität wird zusätzlich gehoben, als er am 11. September von Papst Benedikt XIII. zum Kardinal erhoben wird. Fleury stellt die Kreditwürdigkeit des Staates wieder her, indem er dessen Schulden abzubauen beginnt. Durch die Durchsetzung der durch das feudale Recht vorgesehenen Straßenfronarbeit der Bauern sorgt er für einen guten Zustand der französischen Straßen, allerdings um den Preis steigender Unzufriedenheit.

#### Heiliges Römisches Reich / Ungarn

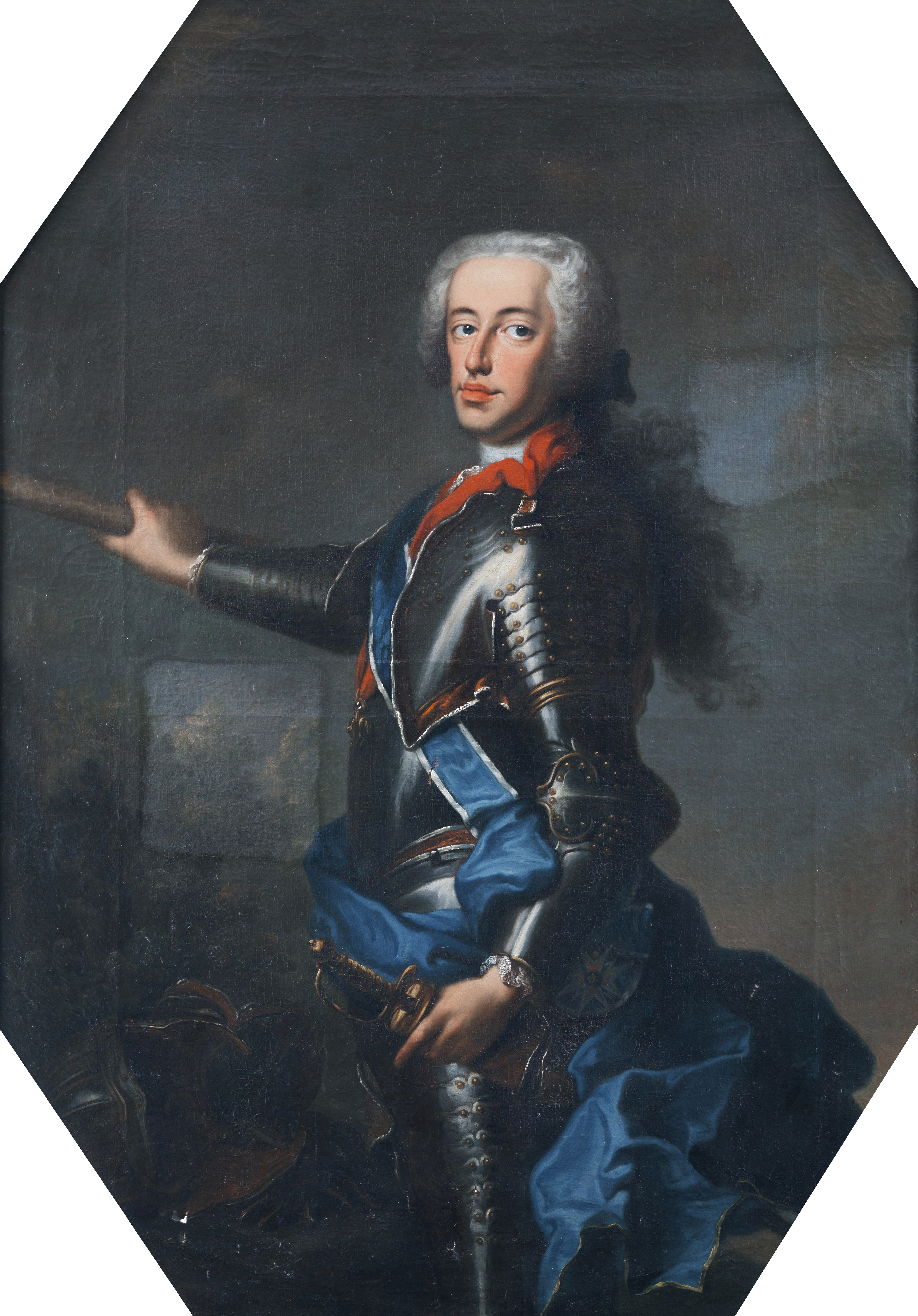
Kurfürst Karl Albrecht von Bayern

- 26. Februar: Auf den verstorbenen Maximilian II. Emanuel folgt sein Sohn Karl Albrecht als Kurfürst von Bayern. Dieser bemüht sich von Beginn an zielstrebig darum, nach dem Tod von Kaiser Karl VI., der keine männlichen Nachkommen hat, die Habsburger zu beerben und als Karl VII. die Kaiserwürde zu erlangen.

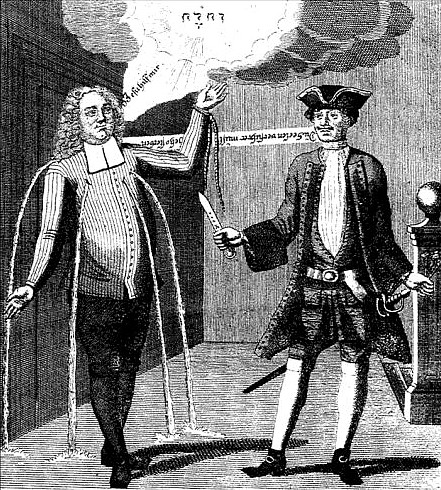
Zeitgenössische Darstellung der Ermordung Hahns durch Laubler

- 21. Mai: Die Ermordung des protestantischen Predigers Hermann Joachim Hahn durch den Katholiken Franz Laubler in der sächsischen Residenzstadt Dresden führt in den nächsten Tagen zu einem gegen die Katholiken der Stadt gerichteten Bürgeraufstand.
- Kaiser Karl VI. überträgt die Städte Mukatschewo und Tschynadijowo mit der Burg Palanok an Bischof Lothar Franz von Schönborn.
- Der Appell-Krieg zwischen dem Fürsten Georg Albrecht von Ostfriesland und den ostfriesischen Ständen um die Steuerhoheit in der Grafschaft Ostfriesland eskaliert.

#### Asien
- Herbst: Der osmanische Gouverneur von Bagdad Ahmad Pascha greift das Persische Reich an und gibt zu verstehen, dass er plant, die Safawiden wieder als persische Herrscher einzusetzen. Schah Aschraf Khan aus der Hotaki-Dynastie lässt daraufhin den letzten Safawidenherrscher Sultan Hosein hinrichten und sendet seinen Kopf mit einer Nachricht ins osmanische Zeltlager. Als die Osmanen nur noch wenige Kilometer vor der Hauptstadt Isfahan stehen, werden sie in einer Schlacht bei Kermānschāh besiegt. Daraufhin stimmt die Hohe Pforte Friedensverhandlungen zu.

#### Südamerika

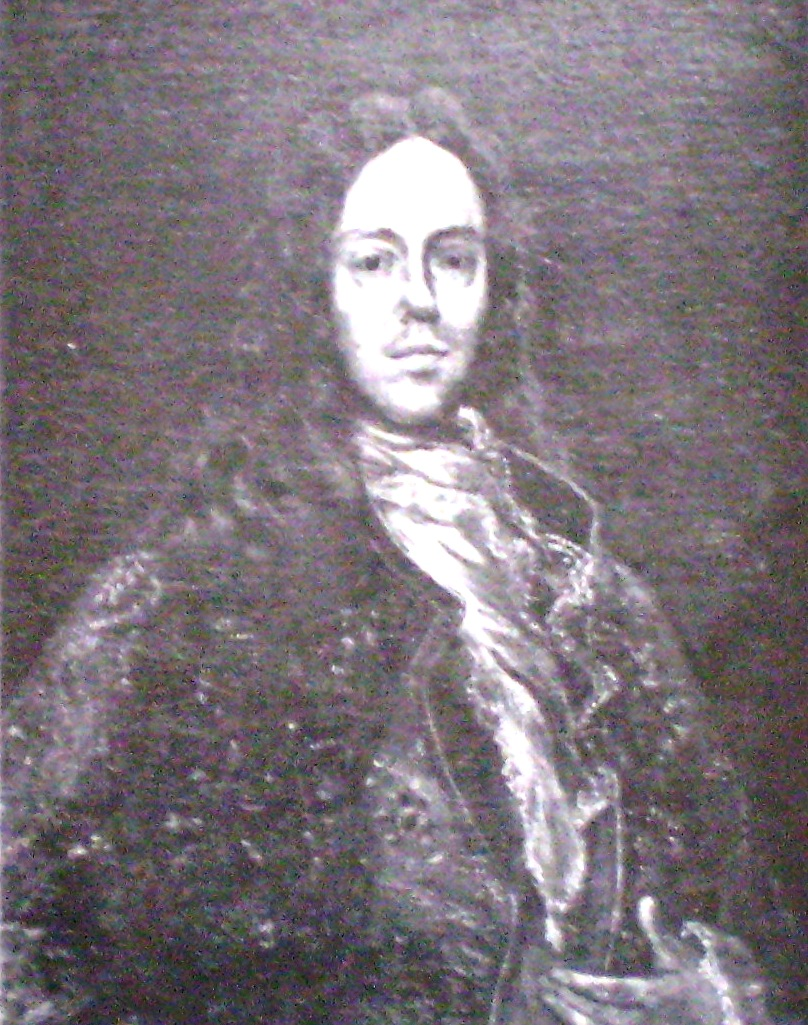
Bruno Mauricio de Zabala

- 24. Dezember: Bruno Mauricio de Zabala, spanischer Gouverneur von Buenos Aires, gründet die Festung Montevideo zur Abwehr der immer wieder von Brasilien her eindringenden Portugiesen.

### Wirtschaft
- Kurfürst Karl Albrecht führt in Bayern den Karolin ein, eine Goldmünze nach dem Vorbild des französischen Louis d’or. Sein Wert wird mit 10 Goldgulden angegeben.
- Nach zwei Jahren stellt die moralische Wochenschrift Der Patriot ihr Erscheinen ein.
- Ein kaiserliches Patent bestimmt wichtige Durchgangsstraßen im Heiligen Römischen Reich als Hauptkommerzialstraßen.
- Der in Düsseldorf hergestellte ABB-Senf ist die älteste noch existierende deutsche Senfmarke.

### Wissenschaft und Technik

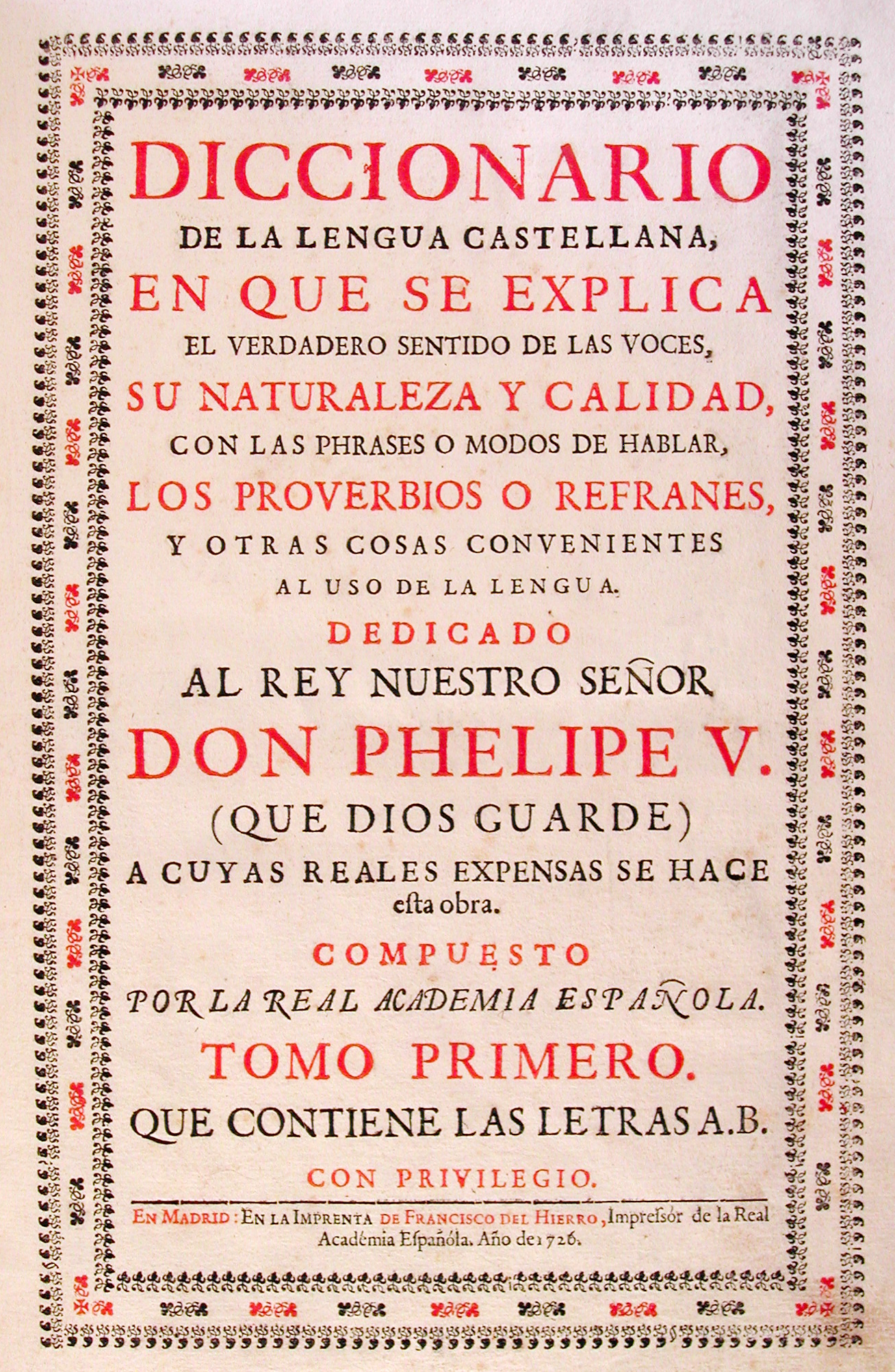
Titel der ersten Auflage

- Die Real Academia Española gibt dreizehn Jahre nach ihrer Gründung die erste Auflage des Diccionario de Autoridades heraus, ein Wörterbuch der spanischen Sprache, in dem der wahre Sinn der Wörter, ihre Natur und Qualität erläutert wird, mit Sätzen oder Sprechweisen, den Sprichwörtern oder Redewendungen und anderen zum Gebrauch der Sprache nützlichen Dingen.

### Kultur

#### Architektur und Bildende Kunst
- Die nach Plänen von Johann Bernhard Fischer von Erlach von seinem Sohn, Joseph Emanuel Fischer von Erlach, errichtete barocke Hofbibliothek in Wien wird nach rund dreijähriger Bauzeit vollendet. Im gleichen Jahr stellt der Architekt auch das von Adam Franz Fürst zu Schwarzenberg in Auftrag gegebene Palais Schwarzenberg vor den Toren Wiens fertig.

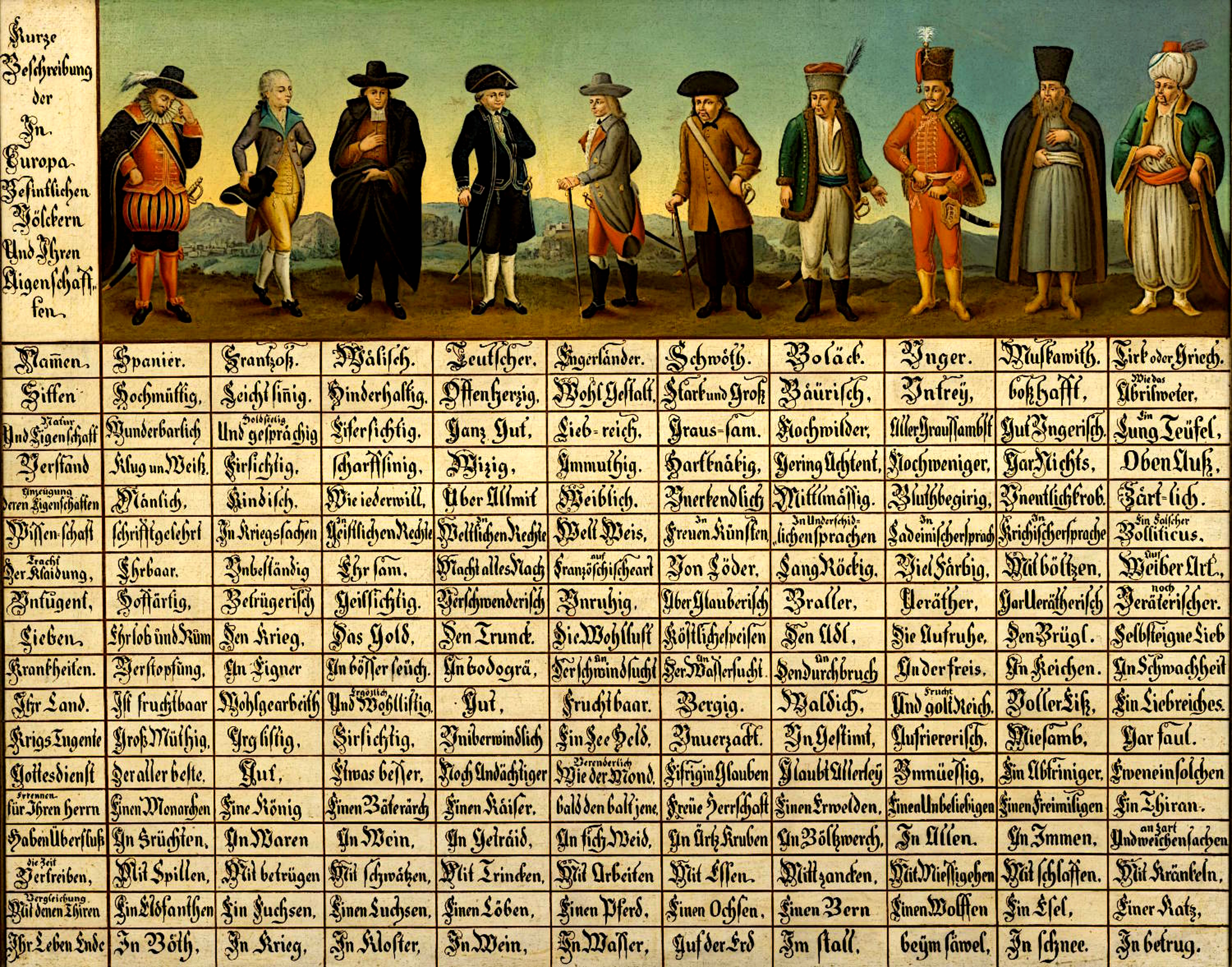
Die Völkertafel

- um 1726: Die Steirische Völkertafel wird fertiggestellt.

#### Musik und Theater

##### Johann Sebastian Bach in Leipzig
- 26. Juli: Johann Sebastian Bachs Kirchenkantate Vergnügte Ruh, beliebte Seelenlust wird in seinem vierten Jahr als Thomaskantor in Leipzig gemeinsam mit der Kantate Ich will meinen Geist in euch geben von Johann Ludwig Bach uraufgeführt.
- 8. September: Die geistliche Kantate Geist und Seele wird verwirret von Johann Sebastian Bach wird in Leipzig uraufgeführt.
- 29. September: Die Kantate Es erhub sich ein Streit hat ihre Uraufführung in Leipzig. Wahrscheinlich wurde der ursprüngliche Text von Picander von Johann Sebastian Bach selbst umgearbeitet.
- 20. Oktober: Die Kirchenkantate Gott soll allein mein Herze haben von Johann Sebastian Bach hat ihre Uraufführung in Leipzig.
- 27. Oktober: Die Kantate Ich will den Kreuzstab gerne tragen (BWV 56) von Johann Sebastian Bach wird in Leipzig an jenem 19. Sonntag nach Trinitatis aufgeführt.

##### Georg Friedrich Händel in London
- 12. März: Das Dramma per musica Publio Cornelio Scipione von Georg Friedrich Händel hat seine Uraufführung am King’s Theatre am Londoner Haymarket durch die Royal Academy of Music. Das Libretto stammt von Paolo Antonio Rolli nach der gleichnamigen Vorlage von Antonio Salvi. Die Stars der Uraufführung sind Senesino, Francesca Cuzzoni, Luigi Antinori und Giuseppe Maria Boschi.

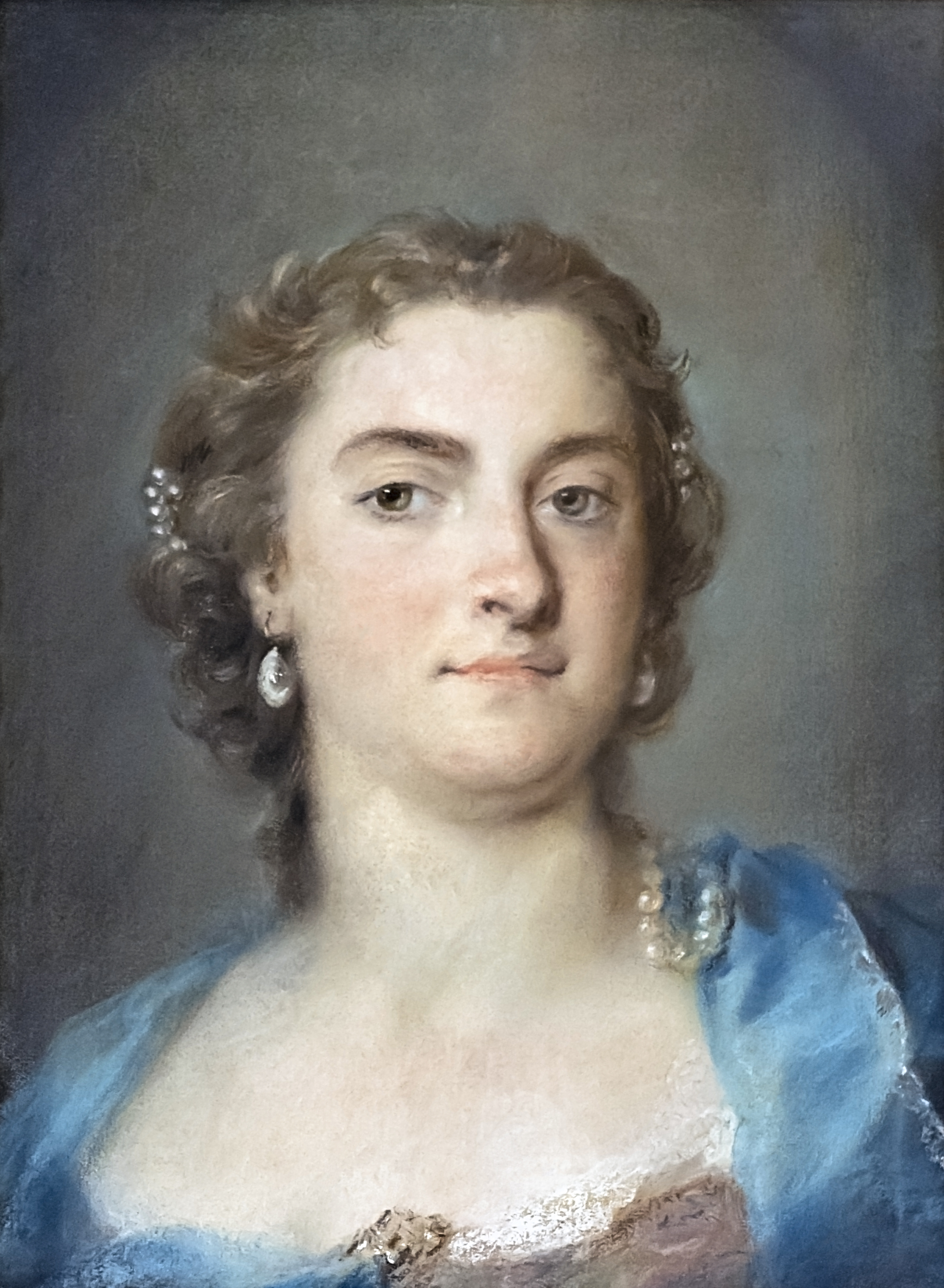
Faustina Bordoni

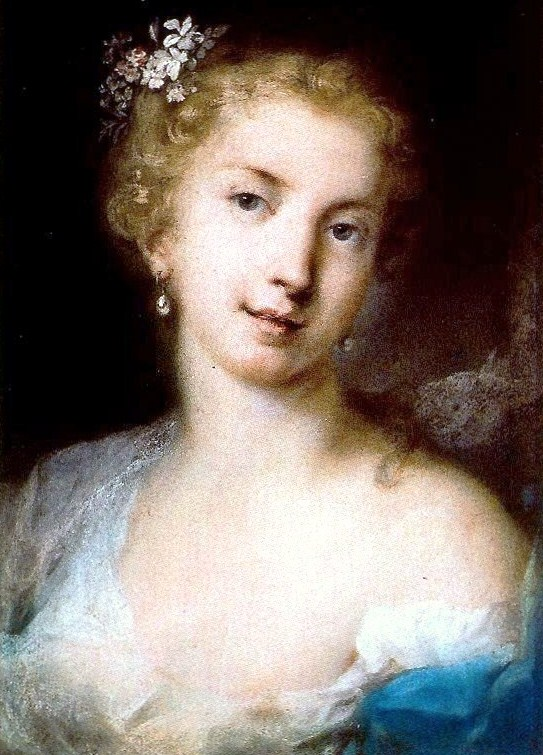
Francesca Cuzzoni

- 5. Mai: Die Opera seria Alessandro von Georg Friedrich Händel nach einem weiteren Libretto von Paolo Antonio Rolli wird am King’s Theatre am Londoner Haymarket uraufgeführt. Die literarische Vorlage La superbia d’Alessandro stammt von Ortensio Mauro. Bei der Uraufführung kommt es zum erstmaligen Aufeinandertreffen der beiden berühmtesten Sängerinnen der Zeit: Francesca Cuzzoni (Sopran) und Faustina Bordoni (Mezzosopran), die mit dem Mezzosoprankastraten Senesino ein „Triumvirat“ bilden. Die Oper ist so erfolgreich, dass die übliche Anzahl von zwei Aufführungen wöchentlich nicht ausreicht. Bereits im November gelangt die Oper zweimal unter dem Titel Der hochmüthige Alexander an der Hamburger Oper am Gänsemarkt zur Aufführung.

##### Weitere Uraufführungen
- 14. Januar: Die Oper Didone abbandonata von Leonardo Vinci mit dem Libretto von Pietro Metastasio wird am Teatro delle Dame in Rom uraufgeführt.
- 2. Februar: Die Oper Siroe von Leonardo Vinci wird am Teatro San Giovanni Grisostomo in Venedig mit Marianna Benti Bulgarelli, Nicolo Grimaldi und Giovanni Carestini in den Hauptrollen erstmals aufgeführt. Es ist die erste Vertonung von Pietro Metastasios Libretto Siroe.
- 17. Juli: Die Uraufführung der Oper Claudius, Römischer Käyser von Reinhard Keiser findet am Theater am Gänsemarkt in Hamburg statt. Im gleichen Jahr wird auch Keisers Oper Der lächerliche Prinz Jodelet auf das Libretto von Johann Philipp Praetorius uraufgeführt. Die Rolle der Erminda wird von Margaretha Susanna Kayser gesungen.

### Gesellschaft
- Pfingsten: Ein Schäfer entdeckt in der Nähe von Magdeburg den Diesdorfer Gesundbrunnen.

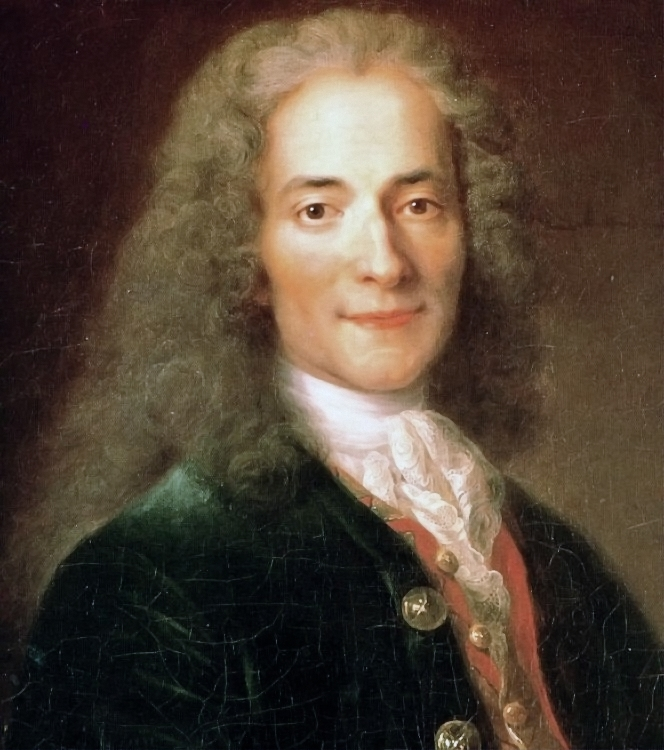
François-Marie Arouet (Voltaire),
Porträt von Nicolas de Largillière

- Voltaire wird wegen eines Streits mit einem Mitglied der Adelsfamilie Rohan in die Bastille geworfen. König Ludwig XV. gewährt ihm die Freiheit für das Versprechen, ins Ausland zu gehen. Der Philosoph geht daraufhin für drei Jahre ins Exil nach England.
- Das seit zwei Jahren existierende Molly House der Margaret Clap in London wird von der Polizei gestürmt und drei bei der Razzia verhaftete Männer nach einem kurzen Prozess wegen sodomy zum Tode verurteilt und am 9. Mai öffentlich gehängt. Margaret Clap wird zur öffentlichen Schaustellung am Pranger verurteilt und dabei vom Mob so schwer misshandelt, dass sie wahrscheinlich bald darauf stirbt.

### Religion

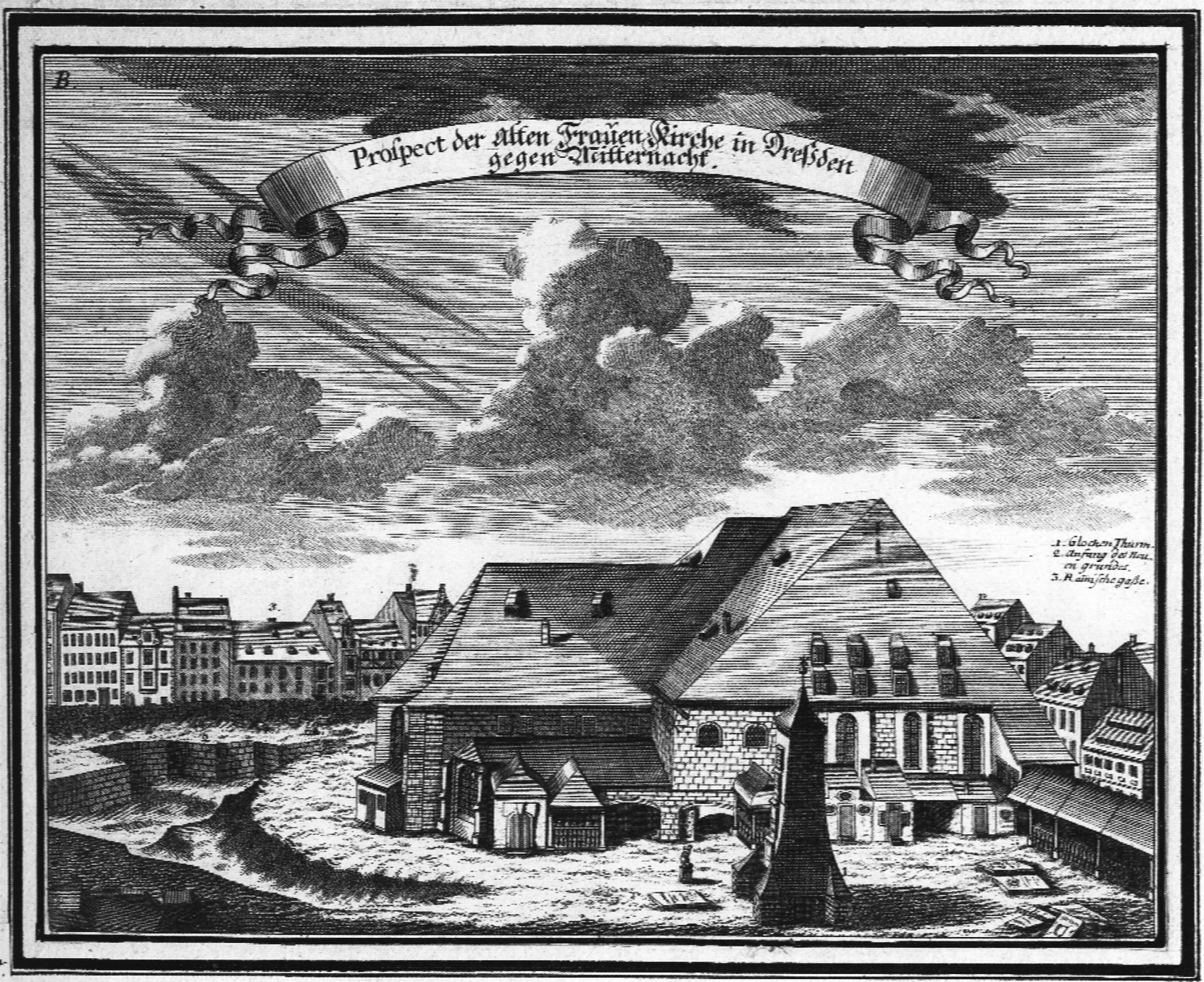
Die alte Frauenkirche, links die Baugrube der neuen Frauenkirche; Stich von Moritz Bodenehr (1728)

- 26. August: Neben dem gotischen Vorgängerbau erfolgt die Grundsteinlegung der neuen Frauenkirche in Dresden. Ratszimmermann George Bähr erhält den Auftrag für die Errichtung des barocken Neubaus.
- Das Kloster Wolnzach in Bayern wird gegründet.

### Katastrophen

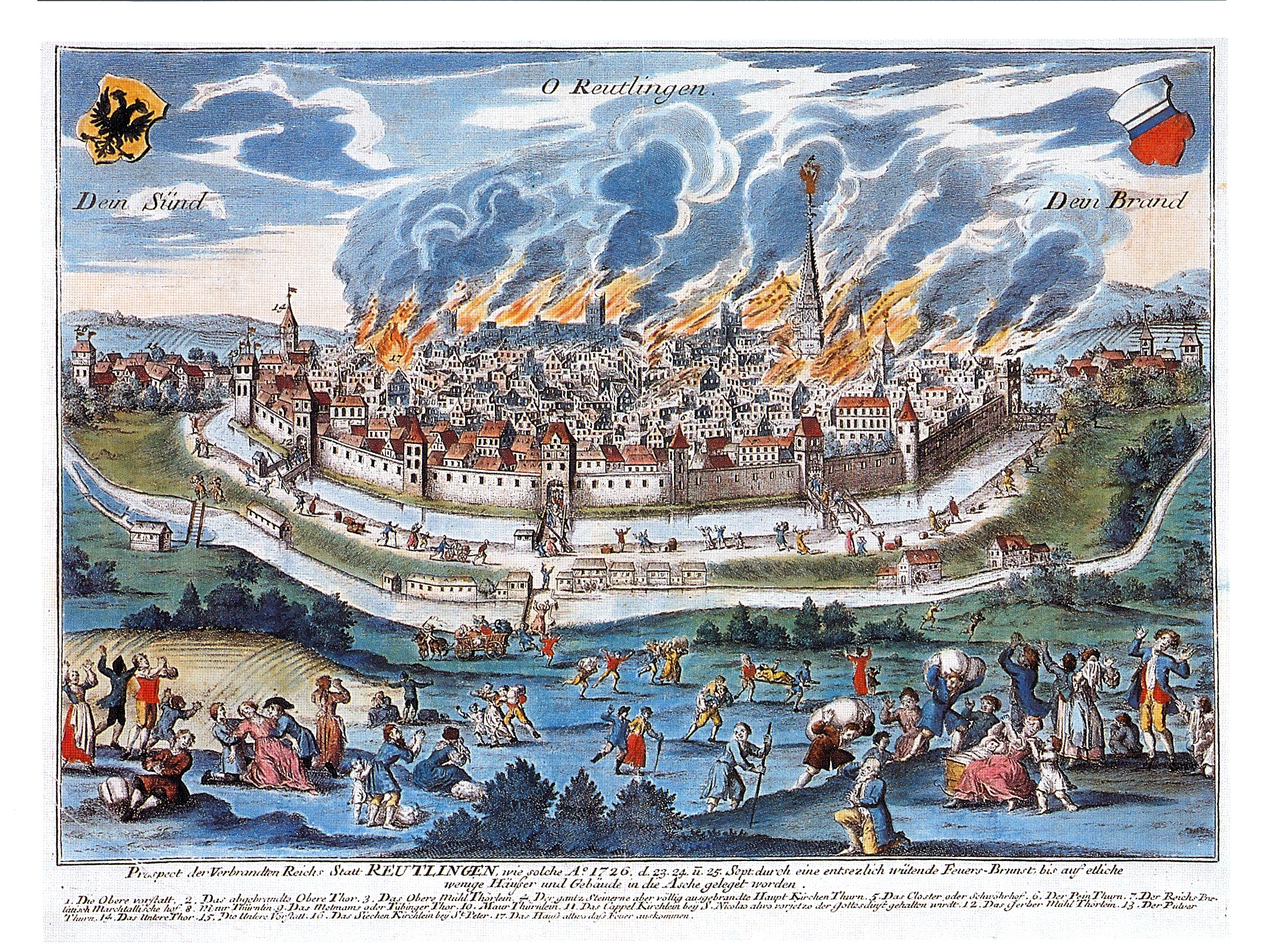
Brand von Reutlingen

- 23. bis 25. September: Innerhalb von 38 Stunden werden 80 % der Stadt Reutlingen durch einen Großbrand zerstört, wodurch rund 1.200 Familien obdachlos werden. Wie durch ein Wunder sind fast keine Todesopfer zu beklagen.

### Natur und Umwelt
- Das Phänomen des El Niño wird erstmals urkundlich erwähnt.

## Geboren

### Januar bis April
- 13. Januar: Simon Louis du Ry, deutscher Architekt und Hessen-Kasseler Oberhofbaumeister († 1799)
- 16. Januar: Daniel Funk, Schweizer Uhrmacher († 1787)
- 18. Januar: Heinrich, Prinz von Preußen, Feldherr und Diplomat († 1802)
- 25. Januar: Hans Strøm, norwegischer Naturforscher († 1797)
- 28. Januar: Laurent Angliviel de La Beaumelle, französischer Schriftsteller († 1773)
- 28. Januar: Christian Felix Weiße, deutscher Schriftsteller († 1804)
- 03. Februar: Johann Friedrich Ackermann, deutscher Mediziner und Hochschullehrer († 1804)
- 03. Februar: Joachim Bernhard von Prittwitz, preußischer General der Kavallerie († 1793)
- 20. Februar: William Prescott, amerikanischer Oberst im Unabhängigkeitskrieg († 1795)
- 25. Februar: Wilhelmine von Hessen-Kassel, Prinzessin von Preußen († 1808)
- 11. März: Louise d’Épinay, französische Schriftstellerin und Salonnière († 1783)
- 11. März: Wassili Tschitschagow, russischer Admiral und Polarforscher († 1809)
- 16. März: Elisabeth Augusta, letzte Angehörige der Linie Baden-Baden des Hauses Baden († 1789)
- 19. März: José Clavijo y Fajardo, spanischer Publizist und Schriftsteller († 1806)
- 23. März: François Denis Tronchet, französischer Jurist († 1806)
- 05. April: Benjamin Harrison V, Gouverneur des Commonwealth of Virginia († 1791)
- 07. April: Charles Burney, britischer Komponist und Musikhistoriker († 1814)
- 08. April: William Gibbons, US-amerikanischer Politiker († 1800)
- 08. April: Lewis Morris, Unterzeichner der Unabhängigkeitserklärung der USA († 1798)
- 22. April: Johann Ludwig Schmidt, deutscher Rechtswissenschaftler († 1792)
- 26. April: David Macbride, irischer Arzt und Schriftsteller († 1778)
- 28. April: Jean François Clément Morand, französischer Chemiker, Mineraloge und Mediziner († 1784)

### Mai bis August
- 01. Mai: Justus Friedrich Wilhelm Zachariae, deutscher Schriftsteller, Übersetzer und Herausgeber sowie Komponist († 1777)
- 01. Mai: Antonio Zucchi, italienischer Maler († 1795)
- 20. Mai: Gabriel François Doyen, französischer Maler († 1806)
- 30. Mai: Johannes Schlottmann, deutscher Orgelbauer († 1795)
- 03. Juni: James Hutton, schottischer Naturforscher und Geologe († 1797)
- 03. Juni: Philipp Wilhelm Otterbein, deutsch-amerikanischer reformierter Pfarrer, evangelischer Missionar und Kirchengründer († 1813)
- 09. Juni: Johann Philipp Kahler, deutscher evangelischer Theologe († 1792)
- 11. Juni: Maria Theresia Rafaela von Spanien, Dauphine von Frankreich († 1746)
- 14. Juni: Johannes Zumpe, englischer Tafelklavierbauer († 1790)
- 15. Juni: Johann Wilhelm Schröder, deutscher Orientalist († 1793)
- 20. Juni: Louise Henriette de Bourbon-Conti, Herzogin von Chartres und Herzogin von Orléans († 1759)
- 23. Juni: Ludovico Manin, letzter Doge von Venedig († 1802)
- 26. Juni: Viktor Amadeus III., König von Sardinien-Piemont und Herzog von Savoyen († 1796)
- 02. Juli: Karl Benjamin Acoluth, deutscher Jurist und Schriftsteller († 1800)
- 10. Juli: Alexander Filippowitsch Kokorinow, russischer Architekt († 1772)
- 31. Juli: Ignaz Pfefferkorn, deutscher Jesuit, Missionar und Naturforscher († 1798)
- 29. August: Wilhelm, paragierter Landgraf von Hessen-Philippsthal († 1810)
- 30. August: Heinrich XXVIII. Reuß zu Ebersdorf, wichtiges Mitglied der Herrnhuter Brüdergemeine († 1797)
- August: Moise Dragoș, Bischof von Oradea Mare der Rumänisch griechisch-katholischen Kirche († 1787)

### September bis Dezember
- 02. September: Gebhard Friedrich Ludolph von Angern, preußischer Landrat und Gutsbesitzer († 1791)
- 02. September: Peter von Hohenthal, kursächsischer Kreishauptmann († 1794)
- 03. September: François Louis Dubois, elsässischer Orgelbauer schweizerischer Herkunft († 1766)
- 07. September: François-André Danican Philidor, französischer Komponist und Schachspieler († 1795)
- 15. September: Johann Friedrich Feige, deutscher Bildhauer († 1788)
- 20. September: Honorius Roth von Schreckenstein, Fürstabt von Kempten († 1785)
- 21. September: Jacob Friedrich Isenflamm, deutscher Mediziner und Hochschullehrer († 1793)
- 28. September: Nathaniel Folsom, US-amerikanischer Politiker, Delegierter für New Hampshire im Kontinentalkongress († 1790)
- 06. Oktober: Maria Teresa Felicita d’Este, Herzogin von Penthièvre († 1754)
- 08. Oktober: Christian Friedrich Schwartz, deutscher Missionar († 1798)
- 09. Oktober: Joseph Roos, deutscher Maler († 1805)
- 14. Oktober: Karl Aloys von Königsegg-Aulendorf, Weihbischof in Köln († 1796)
- 16. Oktober: Daniel Chodowiecki, deutscher Grafiker und Illustrator († 1801)
- 19. Oktober: Louise von Dänemark, Herzogin von Sachsen-Hildburghausen († 1756)
- 21. Oktober: Bengt Andersson Qvist, schwedischer Mineraloge, Bergbau- und Hüttenexperte und Chemiker († 1799)
- 19. November: Franz Josef I., Fürst von Liechtenstein und Feldherr († 1781)
- 01. Dezember: Eggert Ólafsson, isländischer Dichter, Naturforscher, Philologe, Archäologe, Ökonom und Historiker († 1768)
- 01. Dezember: Oliver Wolcott, Delegierter von Connecticut im Kontinentalkongress († 1797)
- 05. Dezember: Iwan Grigorjewitsch Tschernyschow, russischer Diplomat († 1797)
- 13. Dezember: Alexander Hood, 1. Viscount Bridport, britischer Admiral († 1814)
- 19. Dezember: Isaac Roosevelt, amerikanischer Händler und Politiker († 1794)
- 28. Dezember: Fabio Asquini, italienischer Winzer und Agrarwissenschaftler († 1818)

### Genaues Geburtsdatum unbekannt
- Nicolás Antonio de Arredondo, spanischer Offizier, Kolonialverwalter und Vizekönig des Río de la Plata († 1802)
- Friedrich Balcke, preußischer Beamter († 1803)
- Johann Christian Bartsch, preußischer Kriegs- und Domänenrat († 1803)
- Duncan Campbell, britischer Unternehmer und Mitinitiator der Gefangenentransporte nach Australien († 1803)
- Katsukawa Shunshō, japanischer Holzschnittkünstler und Maler († 1793)
- Sergei Wassiljewitsch Saltykow, russischer Kammerherr, Liebhaber Katharinas der Großen († 1765)
- Therese Vestris, italienische Tänzerin († 1808)
- George Wythe, US-amerikanischer Politiker und Revolutionär, Gründervater der Vereinigten Staaten († 1806)

## Gestorben

### Erstes Halbjahr
- 02. Januar: Domenico Zipoli, italienischer Barockkomponist, Organist und Missionar (* 1688)
- 07. Januar: Johann Georg Mohr, Salzburger Bildhauer (* 1656)
- 18. Januar: Bartolomeo Laurenti, italienischer Violinist und Komponist (* um 1644)
- 21. Januar: Kacper Bażanka, polnischer Architekt (* um 1680)
- 21. Januar: Franz Beer, österreichischer Architekt und Baumeister (* 1660)
- 25. Januar: Guillaume Delisle, französischer Kartograf (* 1675)
- 26. Januar: Gregorio De Ferrari, italienischer Maler und Freskant (* 1647)
- 28. Januar: Marie-Elisabeth de Ludres, Ehrendame am französischen Königshof und Mätresse Ludwigs XIV. (* 1647)
- 03. Februar: Alexis Littré, französischer Mediziner, Chirurg, Anatom und Hochschullehrer (* 1658)
- 16. Februar: Franz Baugut, böhmischer Bildhauer, Bildschnitzer, Baumeister und Tischler (* 1668)
- 18. Februar: Adam Mikołaj Sieniawski, polnischer Adeliger und Beamter, Großhetman der polnischen Krone (* 1666)
- 26. Februar: Maximilian II. Emanuel, Kurfürst von Bayern (* 1662)
- 06. März: Henriette Catharina von Gersdorff, deutsche religiöse Lyrikerin, Förderin des Pietismus und der Herrnhuter Brüdergemeine (* 1648)
- 13. März: Konstantin von Buttlar, Fürstabt von Fulda (* 1679)
- 19. März: Johann Adolf von Anhalt-Zerbst, Militär und Kirchenlieddichter (* 1654)
- 26. März: John Vanbrugh, englischer Architekt und Dramatiker (* 1664)
- 05. April: Zacharias Wolf, deutscher Heerführer (* 1667)
- 12. April: Vincenzo Olivicciani gen. Vincenzino, italienischer Sänger und Kastrat (* 1647)
- 13. April: Antonio Palomino de Castro y Velasco, spanischer Maler (* 1653)
- 13. April: Johannetta Antoinetta Juliana von Sachsen-Eisenach, Herzogin von Sachsen-Weißenfels (* 1698)
- 13. April: Friedrich I. Vitzthum von Eckstädt, sächsischer Diplomat (* 1675)
- 18. April: Henriette Amalie von Anhalt-Dessau, Fürstin von Nassau-Dietz (* 1666)
- 24. April: Christian August von Schleswig-Holstein-Gottorf, protestantischer Fürstbischof des Hochstifts Lübeck (* 1673)
- 26. April: Jeremy Collier, englischer Geistlicher (* 1650)
- 26. April: Johann Bernhard Friese, deutscher Rechtswissenschaftler (* 1643)
- 08. Mai: Catharina Christina von Ahlefeldt, Herzogin von Schleswig-Holstein-Glücksburg (* 1687)
- 13. Mai: Francesco Antonio Pistocchi, italienischer Komponist, Librettist, Alt-Kastrat und Gesangslehrer (* 1659)
- 18. Juni: Michel-Richard Delalande, französischer Komponist (* 1657)
- 18. Juni: Michel Farinel, französischer Violinist und Komponist (* 1649)
- 20. Juni: Johann Arnold Barckhausen, deutscher Rechtswissenschaftler (* 1651)
- 26. Juni: Lüder Mencke, Rektor der Universität Leipzig (* 1658)

### Zweites Halbjahr
- 01. Juli: Maximilian Wilhelm, Prinz von Braunschweig und Lüneburg (* 1666)
- 02. Juli: Aurora Sanseverino, italienische Adlige, Dichterin und Kunstmäzenin (* 1669)
- 06. Juli: Andreas Gottlieb von Bernstorff, erster Minister des Kurfürstentums Braunschweig-Lüneburg (* 1649)
- 19. Juli: Giovanni Stanetti, österreichischer Bildhauer (* 1663)
- 20. Juli: Johann Dientzenhofer, Bamberger Baumeister der Barockzeit (* 1663)
- 26. Juli: Carmine Nicolao Caracciolo, spanischer Kolonialverwalter italienischer Herkunft, Vizekönig von Peru (* 1671)
- 04. August: Erik Sparre af Sundby, schwedischer Diplomat, Reichsrat und Feldmarschall (* 1665)
- 08. August: Auguste Maria Johanna von Baden-Baden, Herzogin von Orléans (* 1704)
- 09. August: Johann Adam Brandenstein, deutscher Orgelbauer (* 1657)
- 13. August: Anthoni Schoonjans, flämischer Maler (* 1655)
- 29. August: Johann Adrian Slevogt, deutscher Mediziner (* 1653)
- 30. August: Eleonore Wilhelmine von Anhalt-Köthen, Prinzessin von Sachsen-Merseburg und Herzogin von Sachsen-Weimar (* 1696)
- 02. September: Eleonore von Dönhoff, brandenburgisch-preußische Adelige (* 1674)
- 03. September: Johann Christoph Weigel, deutscher Kupferstecher, Kunsthändler und Verleger (* 1661)

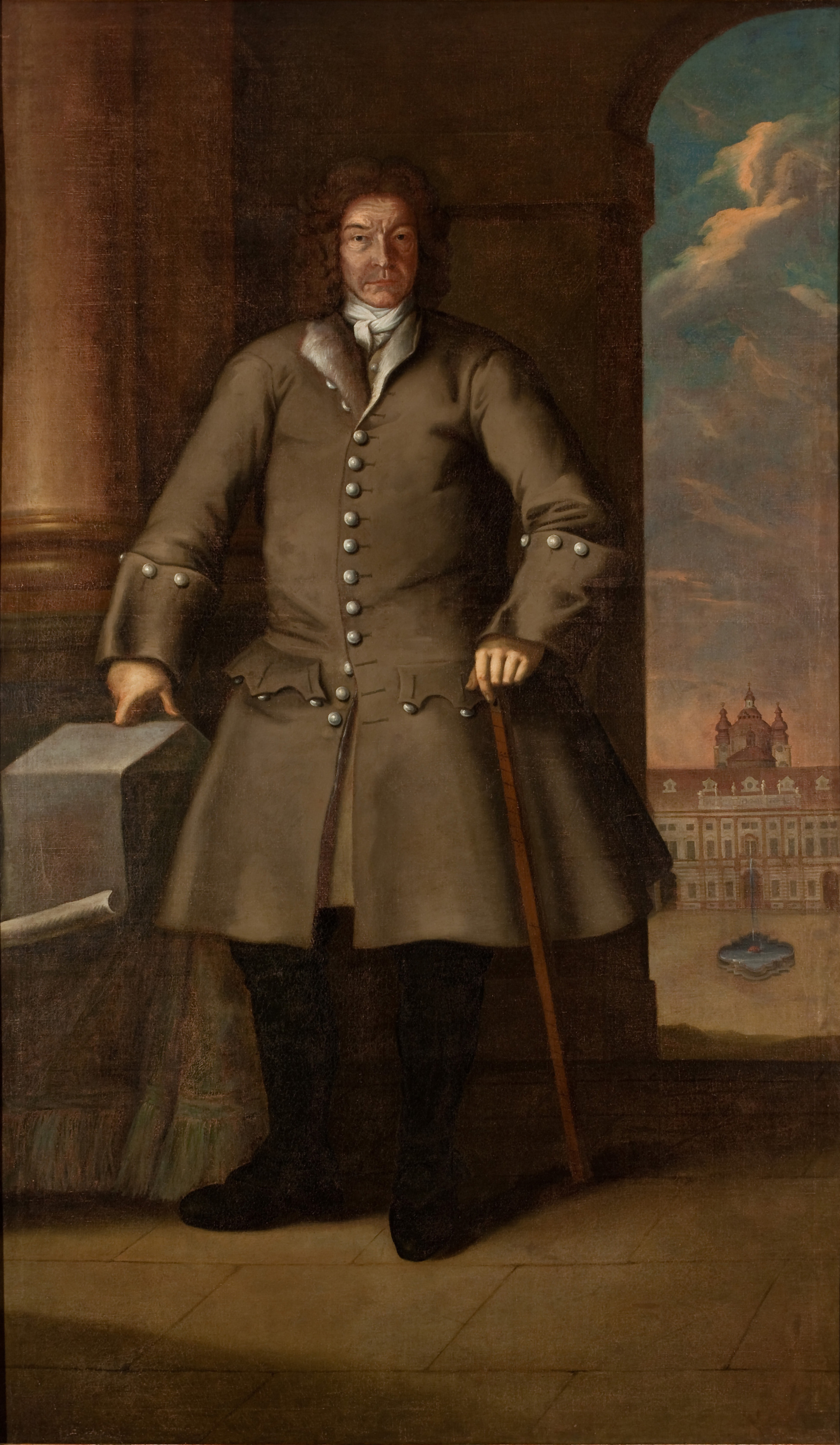
Bildnis Jakob Prandtauers im Stift Melk

- 16. September: Jakob Prandtauer, österreichischer Barockbaumeister (* 1660)
- 17. September: Louis Remy de la Fosse, französischer Architekt, der in Deutschland wirkte (* um 1659)
- 09. Oktober: Johann Georg Judas, Hofbaumeister im Kurfürstentum Trier (* um 1655)
- 27. Oktober: Johann Friedrich Bachoff von Echt, deutscher Jurist, Hofbeamter und Staatsmann (* 1643)
- 13. November: Sophie Dorothea von Braunschweig-Lüneburg, Kurfürstin von Hannover (* 1666)
- 22. November: Anton Domenico Gabbiani, florentinischer Maler (* 1652)
- 28. November: Magdalena Sibylla von Sachsen-Weißenfels, Herzogin von Sachsen-Eisenach (* 1673)
- 06. Dezember: Maria Anna Lindmayr, deutsche Karmelitin und Mystikerin (* 1657)
- 10. Dezember: Thomas Fritsch, deutscher Verleger (* 1666)
- 14. Dezember: François Dumont, französischer Bildhauer (* 1688)
- 18. Dezember: Georg Wilhelm, Markgraf des fränkischen Fürstentums Bayreuth (* 1678)
- 21. Dezember: Friedrich von Hamrath, preußischer Staatsmann (* 1665)
- 31. Dezember: Peter Kolb, deutscher Lehrer und Völkerkundler (* 1675)

### Genaues Todesdatum unbekannt
- Margaret Clap (oder Mother Clap), englische Wirtin, Betreiberin einer Bar für Homosexuelle
- Muhammad Mubarak Khan I., Emir von Shikarpur
- Sultan Hosein, iranischer Schah der Safawidendynastie (* 1668)
- Margarete Lucia von der Osten, Landrätin und Stifterin des Osten-Manteuffelschen Stipendiums zu Greifenberg (* 1651)